# Forskare

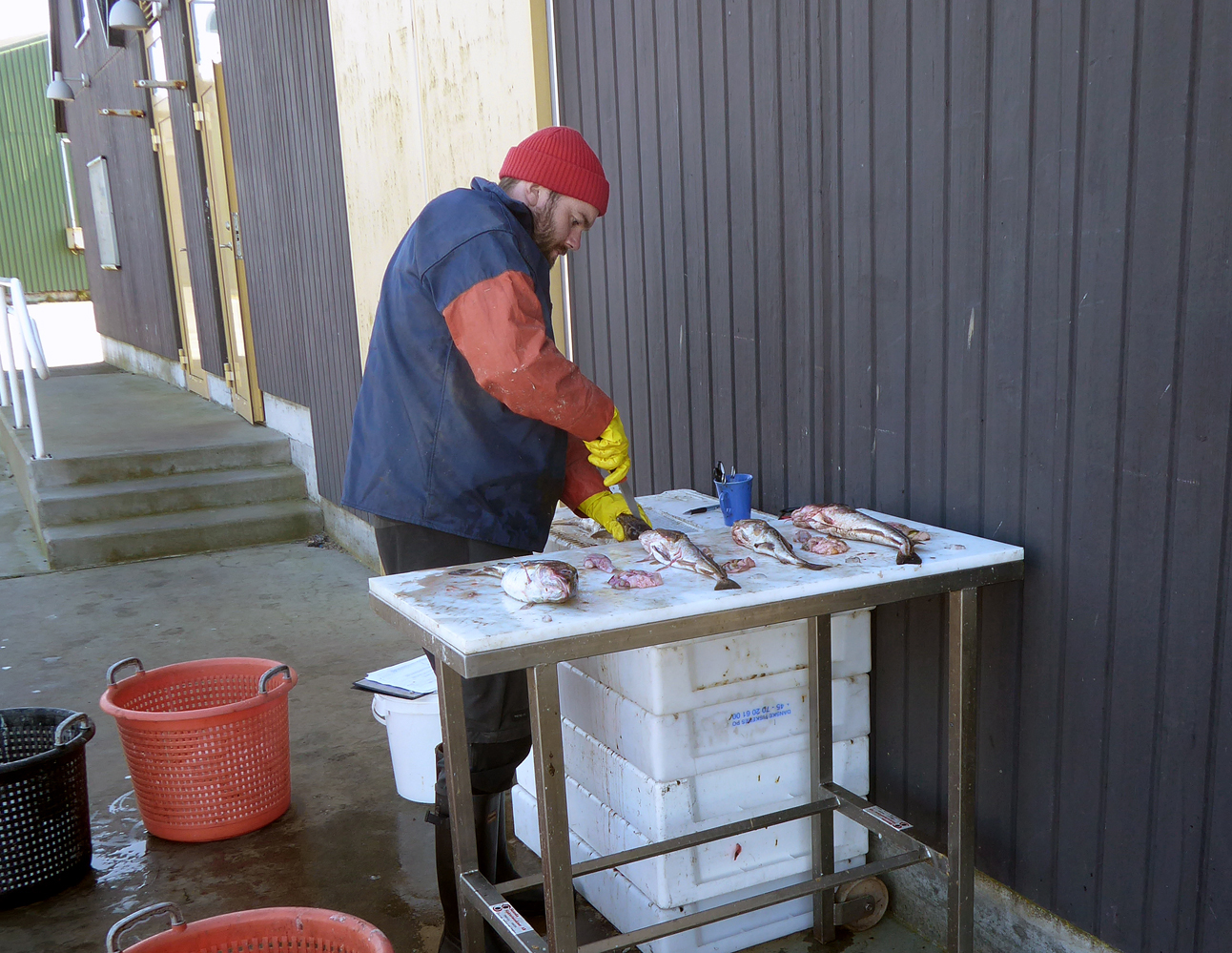
En forskare från Sveriges lantbruksuniversitet dissekerar torsk för kommande vetenskapliga analyser. Ystads småbåtshamn 23 april 2020.

Forskare avser en person som bedriver vetenskapligt studium med en aktiv, planmässig och metodisk process för att få nya kunskaper och öka det gemensamma vetandet inom ett ämne. Resultatet leder vanligen till vetenskaplig publicering. 
Titeln "forskare" är inte en skyddad titel. Det är en bred och generisk beteckning på en mängd former av vetenskapliga anställningar inom akademin eller näringslivet. Den är oftast knuten till en forskningsaktivitet som någon utövar oberoende av formell kompetens eller anställningsform. En alternativ benämning är vetenskapsman. 
För att bli forskare i Sverige krävs det i regel att man uppfyller kraven för forskarutbildning, vilket innebär minst 240 högskolepoäng samt 60 högskolepoäng på avancerad nivå.
I Sverige finns det 38 universitet och högskolor där man kan ägna sig åt forskning. Forskare blir man genom att söka en plats på en forskarutbildning och den som har blivit antagen kallas vanligtvis för doktorand eller forskarstuderande.
Personer som bedriver icke yrkesmässig forskning inom ett visst ämne, det vill säga utan finansiering, institutionstillhörighet eller forskarexamen kallas oftast för amatörforskare eller privatforskare.

## Forskartitlar
Tabellen visar några vanliga titlar för forskare på svenska akademiska institutioner och deras motsvarigheter i andra länder. Notera att det finns en stor variation i hur en del akademiska titlar används vid olika högskolor och universitet.
| Sverige                             | Norge                                                  | Finland                        | Danmark                             | USA                             | Tyskland                                  | Storbritannien                                                   |
| ----------------------------------- | ------------------------------------------------------ | ------------------------------ | ----------------------------------- | ------------------------------- | ----------------------------------------- | ---------------------------------------------------------------- |
| Professor                           | Professor /Forskningsprofessor/ forsker                | Professor /Forskningsprofessor | Professor /Forskningsprofessor      | Professor («full professor»)    | Professor («Ordentlicher Professor»)      | Professor, Professorial Research Fellow eller Research Professor |
| Docent                              | Dosent (före 1985)                                     | Docent                         | Lektor (Docent)                     | Associate Professor             | Dr. habil. Dozent                         | Reader, Senior Research Fellow                                   |
| Universitetslektor / högskolelektor | Førsteamanuensis Seniorforsker/forsker II Førstelektor | Universitetsforskare           | Universitetslektor Højskolelektor   | Assistant / Associate Professor | Professor («Außerordentlicher Professor») | Senior Lecturer, Senior Research Fellow                          |
| Forskarassistent                    | Universitetslektor/høyskolelektor Forsker III          |                                | Adjunkt                             | Lecturer                        | Wissenschaftlicher Assistent              | Lecturer, Research Fellow                                        |
| Postdoktor                          | Postdoktor                                             |                                | Postdoc / Postdoc-stipendiat        | Post doc.                       | Post-Doktorand                            | Postdoc                                                          |
| Doktorand                           | Doktorgradskandidat / Stipendiat                       |                                | Ph.d.-studerende / Ph.d.-stipendiat | Doctoral student / PhD student  | Doktorand                                 | Doctoral candidate / Ph.D. candidate                             |